# Konon (strateg)
Konon (gr. Κόνων, Kónōn) (ur. przed 444 p.n.e., zm. ok. 390 p.n.e.) – wódz ateński, jeden z dowódców floty perskiej w bitwie pod Knidos.

## Biografia

### Wojna peloponeska
Od 414 p.n.e. był naczelnym dowódcą floty ateńskiej. W 406 p.n.e. został pokonany przez flotę spartańską i zablokowany w Mitylenie. Uratowało go po zwycięstwo Aten pod Arginusami  w sierpniu 406 p.n.e. W 405 p.n.e. dowodził flotą pod Ajgospotamoj, która została rozbita przez Spartan. Po przegranej bitwie schronił się na Cyprze na dworze króla Euagorasa, gdzie zajął się organizacją floty perskiej.

### Wojna koryncka
Od 395 p.n.e. brał udział w wojnie korynckiej. Pod dowództwem jego i Farnabazosa II flota perska składająca się głównie z okrętów cypryjskich, fenickich i rodyjskich pokonała w sierpniu 394 p.n.e. flotę spartańską (lacedemońską) u przylądka Knidos w Azji Mniejszej. Zwycięstwo to pozwoliło uwolnić się wielu miastom–państwom spod hegemonii Sparty, w tym Atenom.

### Dalsze losy
W 394 p.n.e. za dostarczone przez niego pieniądze perskie odbudowano Długie Mury w Atenach, które zostały zniszczone przez Spartan podczas wojny peloponeskiej, oraz fortyfikacje najważniejszego ateńskiego portu Pireusu. Do ojczystych Aten powrócił w roku 393 p.n.e., gdzie był witany z wielkimi honorami i obsypywany zaszczytami. Po 393 p.n.e. został aresztowany przez Persów podczas ateńskiej misji dyplomatycznej na dworze perskim, w trakcie której miał przeciwdziałać intrygom ze strony Sparty.
Zmarł najprawdopodobniej na Cyprze.